# Nguyễn Như Ngu
Nguyễn Như Ngu (1430 – ?) là người làng Lôi Động, huyện Bình Hà (nay là thôn Song Động, xã Tân An, huyện Thanh Hà) tỉnh Hải Dương. Năm 1453 ông đỗ Đệ tam giáp vào niên hiệu Thái Hòa năm thứ 11, triều vua Lê Nhân Tông. Ông làm quan tới chức Tự khanh.
Hiện nay, tại đình Lôi Động, quê hương ông có thờ ông cùng hai vị khác là Yết Kiêu và Quận he Nguyễn Hữu Cầu. Ba người được suy tôn là ba vị thành hoàng làng.